# Oxyurichthys petersenii
Oxyurichthys petersenii är en fiskart som först beskrevs av Steindachner, 1893.  Oxyurichthys petersenii ingår i släktet Oxyurichthys och familjen smörbultsfiskar. Inga underarter finns listade i Catalogue of Life.